# Bragi Boddason
Bragi enn gamli Boddason, enn gamli = „der Alte“, (um 835 – um 900) ist der älteste überlieferte Skalde aus der ersten Hälfte des 9. Jahrhunderts zur Zeit der Reichseinigung in Westnorwegen. Das einzige größere von ihm überlieferte Gedicht ist die Ragnarsdrápa („Preisgedicht auf Ragnarr“).
Zur Biographie Bragis sind nur ungefähre Angaben zu fassen, er wird in den genealogischen Listen der Landnámabók und in der Egils saga Skallagrímssonar für die Zeit von 835 bis 900 erwähnt. Snorri Sturluson gibt in seiner Liste der Skalden (Skáldatal der Prosa-Edda) an, dass Bragi in Schweden am Hof des „Björn at Haugi“, der König „Bern von Birka“, als Hofdichter tätig war, den der Missionar und Bischof Ansgar im Jahr 830 besuchte. Daher könnte er auch einer Generation vorher angehören. Gabriel Turville-Petre datierte die Lebens- und Wirkenszeit Bragis auf Grund der vollentwickelten Verstechnik der Dróttkvætt-Strophe in seiner Dichtung in die zweite Hälfte des 9. Jahrhunderts.